# Фёттерле, Франц
Франц Фёттерле (2 февраля 1823, Мрамотиц, Моравия, Австрийская империя (ныне: Южноморавский край, Чехия) — 1876, Вена, Австро-Венгрия) — моравский геолог, австрийский подданный.
В 1847 году был горным практикантом в Гмундене, в 1849—1873 годах занимал различные должности в Венском геологическом институте, став, в частности, в 1849 году — ассистентом, в 1867 году — его первым геологом, а в 1873 году — заместителем директора. Был автором большого количества работ и проводил активные геологические исследования, в том числе по разведке полезных ископаемых, причём не только на родине, но и на берегах Чёрного моря, в Греции и Малой Азии. Был одним из основателей Австрийского географического общества; его имя было в XIX веке широко известно в горнопромышленных и финансовых кругах Австрийской империи.
Фёттерле принимал деятельное участие в составлении геологических карт Австрии, составил геологическую карту Южной Америки (Вена, 1854) и «Geolog. Atlas des österr. Kaiserstaat» (тетрадь I в Готе, 1860). Кроме того, им опубликованы: «Geolog. Uebersicht der Bergbaue der Oesterreichischen Monarchie» (в сотрудничестве с Гауером, Вена, 1885) и «Berichte über geolog. Aufnahme des südl. und westl. Mähren» (там же, 1853 и 1858).